# Trachyleberidea pretiosa
Trachyleberidea pretiosa är en kräftdjursart som beskrevs av Levinson 1974. Trachyleberidea pretiosa ingår i släktet Trachyleberidea och familjen Trachyleberididae. Inga underarter finns listade i Catalogue of Life.